# Bengalesi (popolo)
I bengalesi sono un gruppo etnolinguistico indo-ariano originario e culturalmente affiliato alla regione del Bengala, nell'Asia meridionale. La popolazione attuale è divisa tra il paese sovrano Bangladesh e le regioni indiane del Bengala Occidentale, Tripura, Valle Barak dell'Assam, isole Andamane e Nicobare e parti di Meghalaya, Manipur e Jharkhand. La maggior parte parla bengalese, una lingua classica della famiglia linguistica indo-ariana.